# Pedro Lenz
Pedro Lenz (Langenthal, 8 marzo 1965) è uno scrittore svizzero di lingua tedesca.

## Biografia
Di origine ispaniche da parte di madre, Pedro Lenz ha abbandonato presto il liceo per dedicarsi nel 1984 all'attività di muratore, per riprendere gli studi solo negli anni '90. Ha conseguito la maturità nel 1995 e ha poi trascorso diversi semestri presso l'Università di Berna, studiandovi letteratura spagnola (lo spagnolo è la sua lingua madre). Dal 2001 ha intrapreso la carriera di scrittore a tempo pieno.
Lenz scrive come opinionista per vari giornali e riviste, tra cui la Neue Zürcher Zeitung e Die Wochenzeitung. Come autore è membro del gruppo  "Hohe Stirnen" e del gruppo di spoken word "Bern ist überall". Ha scritto articoli per vari gruppi teatrali e per la Radio DRS 1 dei cui programmi mattutini è stato anche uno dei conduttori dal 2007 al 2010.
Nel 2008 ha partecipato al il festival letterario di Klagenfurt.
Pedro Lenz vive a Olten. Oltre che spagnolo e tedesco parla anche l'italiano.
Dei suoi libri, è disponibile in italiano In porta c'ero io!, tradotto nel 2011 per Gabriele Capelli editore, dall'originale tedesco del 2010, Der Goalie bin ig. Roman.

## Pubblicazioni
Libri
- Die Welt ist ein Taschentuch. Gedichte von da, von dort und von drüben. X-Time, Bern 2002, ISBN 3-909990-08-8
- Momente mit Menschen. Ein Mosaik. 71 Portraits. Stämpfli, Bern 2002, ISBN 3-9520209-2-3
- Tarzan in der Schweiz. Gesammelte Kolumnen zur gesprochenen Sprache. X-Time, Bern 2003, ISBN 3-909990-12-6
- Das Kleine Lexikon der Provinzliteratur. Bilger, Zürich 2005, ISBN 3-908010-72-1
- Plötzlech hets di am Füdle. Banale Geschichten. Cosmos, Muri bei Bern 2008, ISBN 978-3-305-00425-6
- Der Goalie bin ig. Roman. Verlag Der gesunde Menschenversand, Luzern 2010, ISBN 978-3-905825-17-6
  - (IT)  In porta c'ero io!, Gabriele Capelli editore, Mendrisio, 2011
- Tanze wi ne Schmätterling. Die Coiffeuse und der Boxer. Cosmos, Muri bei Bern 2010, ISBN 978-3-305-00426-3
- (curatore) Loosli für die Jackentasche. Geschichten, Gedichte und Satiren. Rotpunktverlag, Zürich 2010, ISBN 978-3-85869-426-3